# 1733
Năm 1733 (số La Mã: MDCCXXXIII) là một năm thường bắt đầu vào thứ năm trong lịch Gregory (hoặc một năm thường bắt đầu vào thứ hai của lịch Julius chậm hơn 11 ngày).

## Sự kiện
Thanh Thánh Tổ Nghi phi Quách Lạc La thị mất